# Свјатополк I Кијевски
Свјатополк I Кијевски (око 980—1019) био је велики кнез Кијевске Русије од 1015. године до своје смрти, 1019. године.

## Биографија
Свјатополков отац био је Јарополк I Кијевски. Мајка му је била Гркиња коју је Свјатослав I Кијевски заробио и одредио да се уда за Јарополка. Јарополк на престо долази 972. године и на њему се задржао до 980. године када га је убио брат Владимир I Велики. Владимир је потом силовао Свјатополкову мајку која је родила дете. Због тога је могуће да је Свјатополк један од Владимирових синова. Владимир му је 988. године (имао је осам година) поверио Туров на управу и за жену му одредио ћерку пољског владара Болеслава I. Пољска принцеза је дошла у Туров где је подстакла Свјатополка да организује побуну против Владимира. Када је Владимир сазнао да се побуна спрема, бацио је Свјатополка и његову жену у тамницу.
Свјатополк је пуштен из тамнице након Владимирове смрти, а непосредно пред своју смрт (1015. године). Након ослобођења, Свјатополк је елиминисао Владимирове наследнике: Бориса, Глеба и Свјатослава. Четвртог сина Јарослава (владара Новгорода) није стигао убити. Јарослав је организовао армију која је напала Свјатополкове трупе. Битка се одиграла код Љубеча 1016. године. Свјатополк је поражен и прогнан. Потом се за помоћ обратио своме тасту Болеславу уз чију помоћ је поново освојио Кијев. Након Болеславовог повлачења, Јарослав поново осваја Кијев. Свјатослав је поново протеран. Умро је на путу за Пољску 1019. године.

## Породично стабло
|  |                          |  |  |  |  |  |  |  |  |  |  |  |  |  |  |  |
|  | 8. Игор Кијевски         |  |  |  |  |  |  |  |  |  |  |  |  |  |  |  |
|  |                          |  |  |  |  |  |  |  |  |  |  |  |  |  |  |  |
|  |                          |  |  |  |  |  |  |  |  |  |  |  |  |  |  |  |
|  | 4. Свјатослав I Кијевски |  |  |  |  |  |  |  |  |  |  |  |  |  |  |  |
|  |                          |  |  |  |  |  |  |  |  |  |  |  |  |  |  |  |
|  |                          |  |  |  |  |  |  |  |  |  |  |  |  |  |  |  |
|  | 9. Олга Кијевска         |  |  |  |  |  |  |  |  |  |  |  |  |  |  |  |
|  |                          |  |  |  |  |  |  |  |  |  |  |  |  |  |  |  |
|  |                          |  |  |  |  |  |  |  |  |  |  |  |  |  |  |  |
|  | 2. Јарополк I Кијевски   |  |  |  |  |  |  |  |  |  |  |  |  |  |  |  |
|  |                          |  |  |  |  |  |  |  |  |  |  |  |  |  |  |  |
|  |                          |  |  |  |  |  |  |  |  |  |  |  |  |  |  |  |
|  | 1. Свјатополк I Кијевски |  |  |  |  |  |  |  |  |  |  |  |  |  |  |  |
|  |                          |  |  |  |  |  |  |  |  |  |  |  |  |  |  |  |
|  |                          |  |  |  |  |  |  |  |  |  |  |  |  |  |  |  |